# Membracis celsa
Membracis celsa är en insektsart som beskrevs av Walker. Membracis celsa ingår i släktet Membracis och familjen hornstritar. Inga underarter finns listade i Catalogue of Life.